# Caspar Schwenckfeld (metge)
Caspar Schwenckfeld, nascut l'any 1563 a Greiffenbourg (Gryfów Âlàski) a Silèsia i mort l'any 1609, va ser un metge practicant a Hirschberg que publica diversos llibres d'història natural.
Publicà a Liegnitz el 1603, Theriotropheum Silesiae, una fauna general Silèsia, la primera fauna regional d'Europa. S'inspira àmpliament en les obres de Conrad Gessner (1516-1565) i d'Ulisse Aldrovandi (1522-1605), de vegades sense un judici crític sobre els errors comesos per aquests dos autors.
El quart volum el va dedicar als ocells, els quals presenta seguint un ordre alphabètic i en llatí. Les seves descripcions, bastant curtes, són tanmateix prou bones per permetre la seva identificació. Es pot trobar igualment un curt lèxic dels termes morfològics utilitzats en l'època. Es recolzarà fonamentalment sobre les obres de Conrad Gessner i de Ulisse Aldrovandi.